# Cole Younger

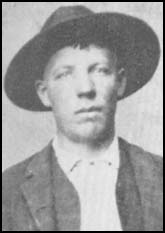
Cole Younger da giovane

Thomas Coleman Younger, detto Cole (Contea di Jackson, 15 gennaio 1844 – Lee's Summit, 21 marzo 1916), è stato un guerrigliere Confederato nel corso della guerra di secessione americana e capo della James-Younger gang. Fu il fratello maggiore di Jim, John e Bob Younger.

## Gioventù
Thomas Coleman "Cole" Younger nacque il 15 gennaio 1844 nella fattoria di famiglia. Era figlio di Henry Washington Younger, agricoltore benestante di Greenwood, e Bersheba Leighton Fristoe, figlia di un famoso agricoltore della contea di Jackson. Cole era il settimo di quattordici figli.

## Guerra di secessione americana
Durante la guerra di secessione americana una guerriglia selvaggia devastò il Missouri. Younger combatté da guerrigliere con William Clarke Quantrill. La guerra in Missouri fu soprattutto tra unionisti e confederati del Missouri, anche se i bushwhackers svilupparono un particolare odio per le truppe unioniste del Kansas che spesso attraversavano il confine guadagnandosi la reputazione di spietati. Younger si unì al guerrigliere confederato Quantrill in una razzia del 21 agosto 1863, partecipando all'uccisione di circa 200 uomini e ragazzi a Lawrence (Kansas), saccheggiata e data alle fiamme dai guerriglieri.
Younger disse in seguito di aver lasciato i bushwhacker per arruolarsi nel Confederate States Army e venire trasferito in California come addetto al reclutamento. Tornò dopo la sconfitta sudista e trovò il Missouri comandato da una fazione di militanti unionisti, i radicali, che poco dopo presero il posto dei repubblicani. Negli ultimi giorni della guerra i radicali spinsero per ottenere una nuova costituzione statale che eliminasse i simpatizzanti confederati dal diritto di voto, dal partecipare alle giurie, dal ricoprire cariche pubbliche, dal predicare il vangelo o dallo svolgere altri incarichi pubblichi. La costituzione dichiarava liberi gli schiavi in vista della ratifica del XIII emendamento della Costituzione degli Stati Uniti d'America. Mise in atto numerose riforme, ma le limitazioni imposte ai confederati crearono disunione.

## Carriera da bandito
Molti bushwhacker tornarono alle loro normali vite. Molti lasciarono il Missouri in cerca di luoghi più amichevoli, soprattutto il Kentucky, dove in molti avevano dei parenti. Molti dei loro capi, compresi Quantrill e "Bloody Bill" Anderson, furono uccisi durante la guerra. Un piccolo nucleo di uomini di Anderson guidati dallo spietato Archie Clement rimasero uniti. Le autorità statali credevano che Clement avesse organizzato e diretto rapine alle banche nei primi giorni della storia statunitense, compresa quella alla Clay County Savings Association del 13 febbraio 1866. La banca era gestita dai capi radicali della contea di Clay, che avevano appena organizzato una riunione di partito. Il governatore repubblicano radicale mise una taglia sulla testa di Clement, ma questo non smise di compiere furti per tutto l'anno. Il giorno delle elezioni del 1866 Clement portò i propri uomini a Lexington (Missouri), dove intimidirono gli elettori radicali e permisero l'elezione di una serie di candidati conservatori. Un'unità di milizia entrò in città poco dopo ed uccise Clement quando fece resistenza all'arresto.
Non si sa quando Cole Younger ed i suoi fratelli si siano uniti alla banda. La prima menzione del suo coinvolgimento si ha nel 1868, quando le autorità lo identificano come membro di una banda che rapinò la Nimrod Long & Co., una banca di Russellville (Kentucky). Anche i vecchi guerriglieri John Jarrett (cognato di Cole Younger), Arthur McCoy e George ed Oliver Shepard furono coinvolti. Oliver Shepard fu ucciso resistendo all'arresto e George fu imprigionato. Quando i membri più anziani della banda furono uccisi, catturati o se ne andarono, lo zoccolo duro era composto dai fratelli James e Younger.
I testimoni oculari diedero spesso descrizioni corrispondenti a Cole Younger per i furti svolti negli anni seguenti ai danni di banche e diligenze in Missouri e Kentucky. Il 21 luglio 1873 si dedicarono ai furti ai treni, facendo deragliare le locomotive e saccheggiando i vagoni sulla Rock Island Railroad ad Adair (Iowa). Younger ed i fratelli furono sospettati di aver rapinato diligenze, banche e treni in Missouri, Kentucky, Kansas e Virginia Occidentale.
Dopo la rapina della Iron Mountain Railroad a Gad's Hill (Missouri) nel 1874, la Pinkerton National Detective Agency iniziò ad inseguire i fratelli James e Younger. Due agenti (Louis J. Lull e John Boyle) coinvolsero John e Jim Younger in una sparatoria su una strada del Missouri il 17 marzo 1874. Boyle fuggì mentre John Younger e Lull furono uccisi. Contemporaneamente un altro agente della Pinkerton, W.J. Whicher, alla caccia dei fratelli James fu rapito e ritrovato morto lungo una strada della contea di Jackson (Missouri).
Alcune famiglie che si chiamavano Younger cambiarono il cognome in Jungers per evitare di venire associati ai fuorilegge.
I fratelli James e Younger evitarono la cattura per molto più tempo di altri fuorilegge dell'ovest a causa del sostegno di cui godevano tra i Confederati. Jesse James divenne il più conosciuto della banda. La banda, e Jesse James in particolare, divennero un problema elettorale dato che i democratici li difesero mentre i repubblicani li cacciavano.

## Crollo della banda
Il 7 settembre 1876 la banda James-Younger tentò una rapina in una banca di Northfield (Minnesota). Cole Younger ed il fratello Bob dissero in seguito che l'avevano scelta per i suoi legami con due ex generali dell'Unione e politici radicali: Benjamin Butler e Adelbert Ames. Tre dei fuorilegge entrarono nella banca mentre gli altri cinque, guidati da Cole Younger, rimasero nella strada come copertura. La rapina andò subito storta quando la popolazione diede l'allarme ed estrasse le proprie pistole. Younger ed i fratelli iniziarono a fare fuoco in aria per far fuggire la gente, ma i cittadini (sparando coperti, attraverso le finestre e dietro gli angoli delle case) aprirono un fuoco micidiale uccidendo Clell Miller e William Chadwell e ferendo gravemente Bob Younger al gomito. Herb Potter fuggì a cavallo in una selva di proiettili. I fuorilegge uccisero due persone, compreso il cassiere della banca, e fuggirono a mani vuote. Quando centinaia di cittadini del Minnesota si organizzarono per inseguire la banda in fuga i fuorilegge si separarono. I fratelli James tornarono in Missouri, mentre i tre Youngers (Cole, Bob e Jim) non lo fecero. Assieme ad un altro membro della banda, Charlie Pitts, iniziarono una sparatoria con un gruppo di persone in un bosco lungo il fiume Watonwan ad ovest di Madelia (Minnesota). Pitts fu ucciso mentre Cole, Jim e Bob Younger furono feriti gravemente e catturati. Cole, quando gli si chiese della rapina, rispose: "Abbiamo tentato un gioco disperato ed abbiamo perso. Ma siamo uomini rudi abituati a modi rudi, ed accetteremo le conseguenze".

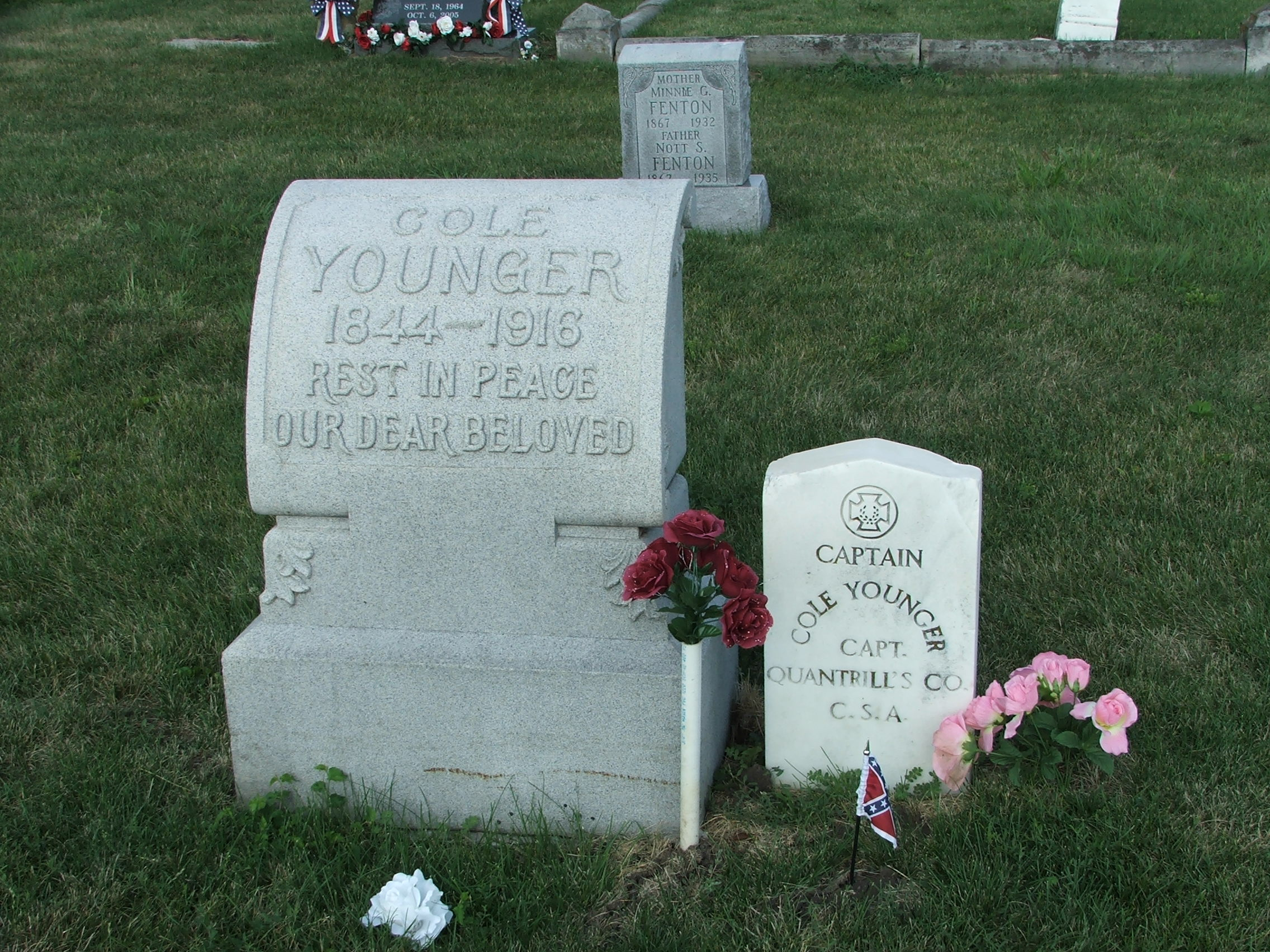
Luogo di sepoltura di Cole Younger a Lee's Summit

Cole, Jim e Bob si dichiararono colpevoli dei loro crimini per evitare di venire impiccati. Furono condannati all'ergastolo nella prigione di Stillwater il 18 novembre 1876. Frank e Jesse James fuggirono a Nashville dove vissero pacificamente per i successivi tre anni. Nel 1879 Jesse tornò ad essere un criminale finché non morì il 3 aprile 1882 a Saint Joseph. Frank James si consegnò al governatore del Missouri Thomas T. Crittenden il 4 ottobre 1882. Alla fine Frank James fu assolto e visse senza commettere più crimini. Ad Herb Potter spararono e morì mentre era impegnato con la moglie di un altro nel dicembre 1883.
Bob Younger morì nella prigione di Stillwater il 16 settembre 1889 a causa della tubercolosi. Cole e Jim furono rilasciati sulla parola il 10 luglio 1901, con l'aiuto del direttore del carcere. Jim si suicidò in una stanza d'hotel a St Paul, in Minnesota, il 19 ottobre 1902. Cole scrisse le sue memorie che lo ritraevano come un vendicatore Confederato piuttosto che come un fuorilegge, ed ammise un solo crimine, quello di Northfield. Tenne conferenze nel sud con Frank James e partecipò ad un wild west, il The Cole Younger and Frank James Wild West Company, nel 1903. il 21 agosto 1912 Cole dichiarò di essere diventato cristiano e di essersi pentito per i crimini del passato.
Frank James morì il 18 febbraio 1915. L'anno dopo Cole Younger morì il 21 marzo 1916 a Lee's Summit, dove fu seppellito nel cimitero locale.

## Film
Numerosi film sono basati sulla storia di Cole Younger. Tra questi:
- Il film del 1941 intitolato I tre moschettieri del Missouri con Dennis Morgan nel ruolo di Younger
- Il film del 1949 intitolato I fratelli di Jess il bandito con Wayne Morris nel ruolo di Younger
- Il film del 1957 intitolato La vera storia di Jess il bandito, di Nicholas Ray, con Alan Hale, Jr. nel ruolo di Younger
- Il film del 1958 intitolato Cole il fuorilegge con Frank Lovejoy nel ruolo di Younger
- Il film del 1972 intitolato La banda di Jesse James con Cliff Robertson nel ruolo di Younger
- Il film del 1994 intitolato Frank e Jesse con Randy Travis nel ruolo di Younger